# Slevový portál
Slevový portál (taky známý jako server hromadného nakupování nebo portál kolektivního nakupování) je model online obchodu, který nabízí zákazníkům výhradně časově omezené nabídky zboží a služeb se slevami. Některé slevové portály podmiňují platnost slevy určitým počtem zájemců, kteří si zlevněný produkt musí pořídit, jinak se prodej zlevněného produktu vůbec neuskuteční. Počet prodávaných poukázek mívá zpravidla i svoji horní hranici, tedy maximální počet slev.